# Емилия Гърбова
Подп. Емилия Гърбова е военен летец, инструктор I клас, командир на звено, щурман на ескадрила, началник на въздушно-стрелкова подготовка на учебно-авиационен полк.

## Детски години
Любовта ѝ към летенето започва още от дете: „Край градчето ни имаше поляна, на която кацаше самолет. Децата се катерехме по него и надничахме в кабината, а баща ми често ме водеше до близкото летище Поликраище. Все сънувах, че ми подарява самолет“ – споделя тя.
Като малко момиченце в родния Полски Тръмбеш Емилия е страдала много, че няма крила и не може да лети като птиците.
Нито съветите на майка ѝ, че това е „мъжка работа“, нито плачът на баба ѝ да не се качва на „дърво без корени“, са били в състояние да я разубедят.

## Военна кариера
На 22 юли 1946 г. прави първия си скок с парашут от 800 метра. Започва обучение във Военновъздушното училище в Долна Митрополия – в двата випуска за девойки, които завършват през 1950 и 1951 г.
Някои от тях летят в гражданската авиация, а други продължават службата си в бойните редици на ВВС.
Една от тях е Емилия Гърбова, която става инструктор във ВВС училището.
През 1954 г. след Женевското съвещание за разоръжаване всички жени, които не са глава на семейство, са съкратени.

През 1968 г. отново се връща във военната авиация. Лети на 9 типа самолети. Подп. Емилия Гърбова е първата жена летец-изтребител в България, която е летяла на реактивен изтребител.
Пенсионира се през 1978 г. със званието „подполковник“ и степен на класна специалност „военен пилот-инструктор І клас“. През всички 30 години във военната и спортната авиация е изпълнила 12 321 полета с 3 450 летателни часа.

## Семеен живот
С бъдещия си съпруг Тодор Гърбов се срещат във Военновъздушното училище в Долна Митрополия.
Тодор е от Сухиндол и още 16-годишен лети на безмоторен самолет.
По спомени на Емилия, докато учели, много се ревнували в работата, а после той се радвал на нейните успехи, а тя на неговите. Като двойка Гърбови са единственото семейство военни летци, но това не означава, че се ползват с лукс и почести.
Двамата са обречени на полета и дори сватбеното им тържество е някак между другото и под знака на униформата, като не са имали специална церемония.
Точно когато завършват училището, колегите им започват да викат „горчиво“ и с един автобус отиват до Плевен без паспорти, поради което сключват граждански брак с военните си книжки. После съобщили и на родителите си, че вече били женени.
В периода 1954 г. – 1968 г. им се раждат три деца – Зоя, Лили и Веселин. Семейство Гърбови е белязано с лична трагедия – умира голямата им дъщеря поради недостиг на средства за трансплантация на бъбрек.
Съпругът на Зоя, Александър, също е пилот, като семейството отдава на авиацията общо над 100 години. 
Съпругът ѝ – Тодор – лети над 40 години, Сашо – над 30, Емилия посвещава 30 години на военната и спортната авиация.
Семейство Гърбови имат 61-годишен брак, шестима внуци и четирима правнуци, които се хвалят: „Нашата баба може да прави челна стойка.“
Тя и съпругът ѝ са обучили стотици летци.
Семейството е наричано „живата история на българската военна авиация“.
До дълбока старост сънищата на о.з. подп. Емилия Гърбова са свързани с първия ѝ полет.
Почива на 18 януари 2023 г. в гр. Сухиндол на 90-годишна възраст.
| „                    | Не искам да говорите само за мен! Пишете за военната авиация, пишете за жените в авиацията... | “ |
| подп. Емилия Гърбова |                                                                                               |   |

## Признателност
О.з. подп. Емилия Гърбова е почетен гражданин на гр. Сухиндол.
Името ѝ носи улица във варненското село Звездица.